# 柳承秀
柳承秀（韓語：류승수，1971年8月12日—），韓國男演員，名字或譯作柳承修。

## 演出作品

### 電視劇
- 2002年：KBS《冬季戀歌》飾演 權容國
- 2003年：KBS《小爸爸上學去》
- 2003年：MBC《男人香氣》
- 2005年：SBS《可愛或者瘋了》
- 2007年：MBC《謝謝》飾演 吳宗修
- 2007年：KBS《讓我們幸福的幾個問題》
- 2007年：KBS《詐騙信用調查所》飾演 金英洙
- 2008年：MBC《綜合醫院2》飾演 趙永漢
- 2009年：MBC《穿透屋頂的High Kick》（客串）
- 2011年：SBS《對我說謊試試》飾演 千載範
- 2011年：KBS《Drama Special－和平公主減肥記》
- 2011年：SBS《樹大根深》飾演 張成秀
- 2011年：KBS《只有你》飾演 紀家燦
- 2012年：SBS《追擊者 THE CHASER》飾演 崔政宇
- 2012年：MBC《媽媽是什麼》飾演 柳承秀
- 2013年：KBS《Drama Special－天狼星（朝鲜语：시리우스 (드라마)）》
- 2013年：SBS《黃金帝國》飾演 趙弼斗
- 2014年：KBS《真是好時節》飾演 姜東卓
- 2014年：SBS《Punch》飾演 楊尚浩
- 2015年：MBC《輝煌或瘋狂》飾演 定宗王堯
- 2015年：OCN《我的美麗新娘》飾演 許真基/李基秀
- 2016年：KBS《Beautiful Mind》飾演 金明秀
- 2016年：KBS《任意依戀》
- 2017年：JTBC《有品位的她》（特別出演）
- 2017年：SBS《操作》飾演 趙永基
- 2017年：SBS《愛情的溫度》飾演 沈鶴林
- 2017年：JTBC《The Package》飾演 鄭言成
- 2017年：JTBC《魔術學校》
- 2018年: SBS《油膩的Melo》飾演 小歪
- 2019年：MBN《Level Up》飾演 趙太久
- 2019年: SBS《Secret Boutique》飾演 車勝在
- 2020年: KBS《Forest》飾演 奉大容
- 2020年：OCN《如實陳述》飾演 楊萬蘇
- 2022年：KBS《红丹心》飾演 临津寺
- 2023年：SBS《浪漫醫生金師傅3》飾演 （特別出演）
- 2023年：JTBC《奇蹟的兄弟》飾演 （特別出演）
- 2024年：tvN《正年》飾演 高大日
- 2025年：U+Mobiletv《拿著手術刀的獵人》飾演 全昌鎮

### 電影
- 1997年：《三人組》
- 1998年：《美術館旁的動物園》
- 1999年：《A Growing Business》
- 2001年：《Say Yes》
- 2001年：《大佬鬥和尚》
- 2002年：《驚喜派對》
- 2002年：《蛋白質男孩》
- 2003年：《雙重間諜》
- 2003年：《哦！兄弟》
- 2003年：《黃山伐》
- 2003年：《六個人的視線》
- 2004年：《總統的理髮師》
- 2004年：《甘先生的勝利》
- 2005年：《外出》飾演 尹京浩
- 2005年：《你是我的命運》
- 2005年：《我生涯中最美的一周》
- 2006年：《醜女大翻身》
- 2007年：《耀眼時刻》
- 2007年：《尋找幸福的日子》
- 2008年：《發球線上》
- 2008年：《我的新搭檔》
- 2008年：《神偷．獵人．斷指客》
- 2010年：《美味人生》
- 2010年：《尋找完美先生》
- 2011年：《平壤城》
- 2011年：《高地戰》
- 2012年：《人類滅亡報告書》
- 2012年：《如果我告白的話》
- 2019年：《黑錢（朝鲜语：블랙머니 (영화)）》飾演 崔次長（友情出演）
- 2021年：《極速引爆》饰演 裴基南

### 綜藝
- 2013年：MBC 《無限挑戰》E361－362
- 2014年：SBS 《Running Man》E192－194 : 與金正蘭、金旻鍾、吳萬石、林周煥、李相花、金桐俊(ZE:A)
- 2014年：SBS 《Running Man》E204
- 2014年：MBC 《無限挑戰》E390
- 2016年：KBS 2 《歡迎SHOW》E16－17
- 2018年：同床異夢2 - 你是我的命運E62－E63

## 外部連結
- 柳承秀的Instagram帳戶
- npio官方網站 （页面存档备份，存于）
- NAVER （页面存档备份，存于）